# 石垣島プリン本舗
石垣島プリン本舗（いしがきじまプリンほんぽ、Ishigakijima Pudding Honpo）は、沖縄県石垣市にある石垣島の島プリン、きじむんのがじゅまるバウムを製造、販売する店舗である。
石垣島のお土産、人気スイーツとしてメディアに取り上げられている。人気の石垣島の島プリンはプレーン、紅いも、はちみつ、黒蜜、濃厚、塩、キャラメルと7種類のプリンがあり、この原料として、全て石垣島の厳選された素材を使用していることが特徴である。
TV番組やメディアでも注目され、石垣島観光スポット、石垣島のお土産として有名である。
また、台湾、香港、中国などのメディアでも紹介されたことがきっかけで、外国人観光客からの人気も高い。
日本全国でも、全て現地の原材料を使っている商品は数少ないが、石垣島の島プリンはこの石垣島の原材料に徹底的にこだわっており、大量生産は行っていない。
公式キャラクターは｢きじむん｣で、主食はプリン。
開業から5年を迎えた2019年にはデザインを一新。
2019年4月5日　新石垣空港に二号店となる石垣島プリンエアポート店をOPEN。
店舗所在地
石垣島プリン本舗　沖縄県石垣市美崎町3番地 第3サンライトビル1F
石垣島プリンエアポート　沖縄県石垣市白保1960-104-1
運営会社は株式会社石垣島ぱにぱに